# Oxford (Massachusetts)
Oxford és una població dels Estats Units a l'estat de Massachusetts. Segons el cens del 2000 tenia 13.352 habitants.

## Demografia
Segons el cens del 2000, Oxford tenia 13.352 habitants, 5.058 habitatges, i 3.596 famílies. La densitat de població era de 193,6 habitants/km².
Dels 5.058 habitatges en un 34,6% hi vivien nens de menys de 18 anys, en un 56% hi vivien parelles casades, en un 11,6% dones solteres, i en un 28,9% no eren unitats familiars. En el 23,6% dels habitatges hi vivien persones soles el 8,6% de les quals corresponia a persones de 65 anys o més que vivien soles. El nombre mitjà de persones vivint en cada habitatge era de 2,62 i el nombre mitjà de persones que vivien en cada família era de 3,12.
Per edats la població es repartia de la següent manera: un 26,1% tenia menys de 18 anys, un 7,5% entre 18 i 24, un 32,4% entre 25 i 44, un 22,8% de 45 a 60 i un 11,2% 65 anys o més.
L'edat mediana era de 37 anys. Per cada 100 dones de 18 o més anys hi havia 89,6 homes.
La renda mediana per habitatge era de 52.233 $ i la renda mediana per família de 58.973$. Els homes tenien una renda mediana de 41.727 $ mentre que les dones 30.828$. La renda per capita de la població era de 21.828$. Entorn del 5,5% de les famílies i el 7,8% de la població estaven per davall del llindar de pobresa.